# Johannes Rohrweck
Johannes Rohrweck (Steyr, 5 augustus 1990) is een Oostenrijkse freestyleskiër. Hij vertegenwoordigde zijn vaderland op de Olympische Winterspelen 2022 in Peking.

## Carrière
Rohrweck maakte zijn wereldbekerdebuut in januari 2011 in St. Johann in Tirol. In december 2013 scoorde de Oostenrijker in Val Thorens zijn eerste wereldbekerpunten. In januari 2014 stond hij in Kreischberg voor de eerste maal in zijn carrière op het podium van een wereldbekerwedstrijd. 
Op de wereldkampioenschappen freestyleskiën 2015 in Kreischberg eindigde Rohrweck als zeventiende op de skicross. Tijdens de wereldkampioenschappen freestyleskiën 2017 in de Spaanse Sierra Nevada eindigde de Oostenrijker als negentiende op de skicross.
In Park City nam Rohrweck deel aan de wereldkampioenschappen freestyleskiën 2019. Op dit toernooi eindigde hij als dertiende op de skicross. Op de wereldkampioenschappen freestyleskiën 2021 in Idre Fjäll eindigde de Oostenrijker als achtste op de skicross. Op 19 februari 2021 boekte hij in Reiteralm zijn eerste wereldbekerzege. Tijdens de Olympische Winterspelen van 2022 in Peking eindigde Rohrweck als zevende op de skicross.

## Resultaten

### Olympische Winterspelen
| Jaar | Plaats | Resultaten  |
| ---- | ------ | ----------- |
| 2022 | Peking | 7e Skicross |

### Wereldkampioenschappen
| Jaar | Plaats        | Resultaten   |
| ---- | ------------- | ------------ |
| 2015 | Kreischberg   | 17e Skicross |
| 2017 | Sierra Nevada | 19e Skicross |
| 2019 | Park City     | 13e Skicross |
| 2021 | Idre Fjäll    | 8e Skicross  |

### Wereldbeker
Eindklasseringen
| Seizoen   | Algm | SX  |
| --------- | ---- | --- |
| 2013/2014 | 67e  | 16e |
| 2014/2015 | 56e  | 18e |
| 2015/2016 | 62e  | 12e |
| 2016/2017 | 98e  | 19e |
| 2017/2018 | 215e | 40e |
| 2018/2019 | 55e  | 13e |
| 2019/2020 | 158e | 37e |
| 2020/2021 | –    | 10e |
| 2021/2022 | –    | 6e  |

Wereldbekerzeges
| Datum            | Plaats      | Onderdeel |
| ---------------- | ----------- | --------- |
| 19 februari 2021 | Reiteralm   | Skicross  |
| 8 december 2022  | Val Thorens | Skicross  |